# Gemaharjo (Watulimo)
Gemaharjo is een bestuurslaag in het regentschap Trenggalek van de provincie Oost-Java, Indonesië. Gemaharjo telt 5289 inwoners (volkstelling 2010).